# HP:s Dribbler
HP:s Dribbler är ett pris som delas ut årligen av dagstidningen Hallandsposten till den bästa fotbollsspelaren i tidningens spridningsområde.
Sedan 1983 har samtliga vinnare av priset spelat i Halmstads BK. Tidigare har det även gått till spelare från IS Halmia, samt vid ett tillfälle till en spelare från Varbergs BoIS.

## Vinnare
- 1948: Rune Ludvigsson, IS Halmia
- 1949: Ingvar Samuelsson, Halmia
- 1950: Sture Roslund, Halmstads BK
- 1951: Rune Karlsson, HBK
- 1952: Olle Eriksson, HBK
- 1953: Östen Ståhl, HBK
- 1954: Sylve Bengtsson, HBK
- 1955: Olle Göransson, HBK
- 1956: Lars-Olof Jingblad, HBK
- 1957: Åke Hallström, HBK
- 1958: Roland Sjöström, Halmia
- 1959: Gunnar Johansson, HBK
- 1960: Sten Olsson, Halmia
- 1961: Åke Börjesson, Halmia
- 1962: Bertil Nilsson, Halmia
- 1963: Roland Mårtensson, Varbergs BoIS
- 1964: Jan Olsson, HBK
- 1965: Håkan Sjöö, Halmia
- 1966: Leif Karlsson, Halmia
- 1967: Rolf Johansson, Halmia
- 1968: Göran Carlsson, Halmia
- 1969: Roland Fransson, HBK
- 1970: Börje Viberg, Halmia
- 1971: Ingvar Andersson, HBK
- 1972: Lennart Ljung, HBK
- 1973: Lars-Göran Karlsson, HBK
- 1974: Bo Mattsson, HBK
- 1975: Rutger Backe, HBK
- 1976: Lennart Larsson, HBK
- 1977: Hasse Selander, HBK
- 1978: Karl-Olof Andersson, Halmia
- 1979: Sigge Johansson, HBK
- 1980: Stefan Larsson, HBK
- 1981: Peder Amberntsson, HBK
- 1982: Bengt Bertilsson, Halmia
- 1983: Mats Jingblad, HBK
- 1984: Ulf Jönsson, HBK
- 1985: Peter Henricson, HBK
- 1986: Jan Jönsson, HBK
- 1987: Ola Svensson, HBK
- 1988: Stefan Lindqvist, HBK
- 1989: Björn Nordberg, HBK
- 1990: Niklas Gudmundsson, HBK
- 1991: Niclas Alexandersson, HBK
- 1992: Håkan Svensson, HBK
- 1993: Henrik Bertilsson, HBK
- 1994: Anders Johansson, HBK
- 1995: Tommy Andersson, HBK
- 1996: Fredrik Andersson, HBK
- 1997: Jesper Mattsson, HBK
- 1998: Fredrik Ljungberg, HBK
- 1999: Michael Svensson, HBK
- 2000: Petter Hansson, HBK
- 2001: Stefan Selakovic, HBK
- 2002: Mikael Nilsson, HBK
- 2003: Tommy Jönsson, HBK
- 2004: Magnus Svensson, HBK
- 2005: Gunnar Heidar Thorvaldsson, HBK
- 2006: Tomas Zvirgzdauskas, HBK
- 2007: Peter Larsson, HBK[1]
- 2008: Andreas Johansson, HBK[2]
- 2009: Michael Görlitz, HBK
- 2010: Mikael Rosén, HBK
- 2011: Karl Johan Johnsson, HBK
- 2012: Mikael Boman, HBK[3]
- 2013: Stojan Lukic, HBK[4]
- 2014: Fredrik Liverstam, HBK[5]
- 2015: Mohammed Ali Khan, HBK[6]
- 2016: Sead Haksabanovic[7]
- 2017: Isak Pettersson, HBK
- 2018: Olivia Schough, Kopparbergs/Göteborg FC
- 2019: Rasmus Wiedesheim-Paul, HBK[8]
- 2020: Andreas Johansson, HBK[9]
- 2021: Malkolm Nilsson Säfqvist, HBK[10]
- 2022: Alexander Johansson, HBK[11]